# Brighton Rock (cançó)
«Brighton Rock» és una cançó del grup britànic Queen, escrita pel guitarrista Brian May. És la cançó que obre el seu tercer disc d'estudi, Sheer Heart Attack (1974). Inicialment, «Brighton Rock» havia de pertànyer a l'àlbum Queen II, però no es va acabar a temps, per la qual cosa la van deixar pel tercer àlbum. La cançó inclou un solo de Brian May, considerat el 41è millor solo de la història segons Guitar World.